# Доња Јеленска
Доња Јеленска је насељено место у општини Поповача, у Мославини, Хрватска, пре нове територијалне организације у саставу бивше велике општине Кутина.

## Становништво
| Националност       | 1991.       |
| Хрвати             | 86 (98,85%) |
| Срби               | 0           |
| Југословени        | 0           |
| остали и непознато | 1 (1,14%)   |
| Укупно             | 87          |